# Gotthard August von Helffreich

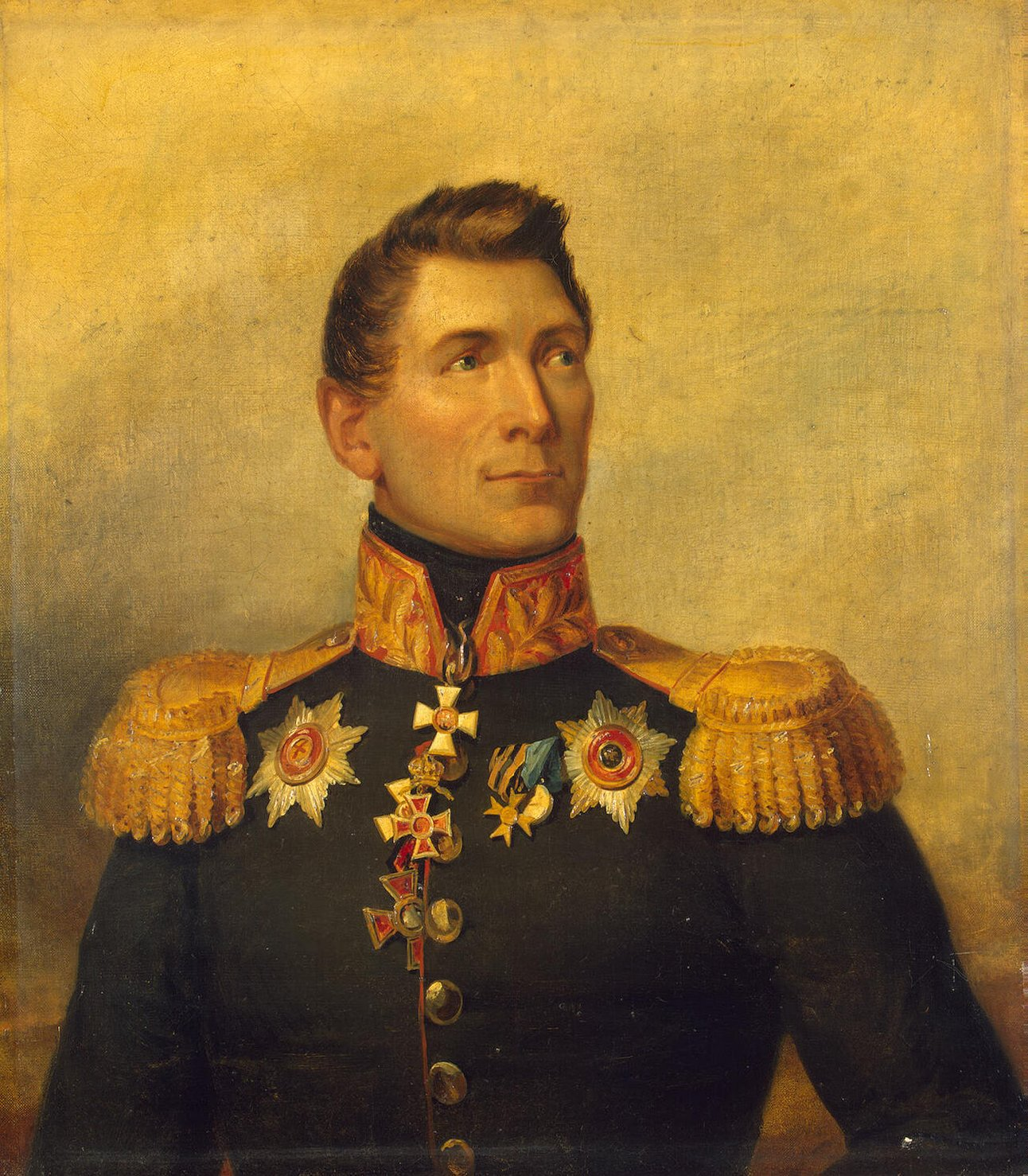
Gotthard August von Helffreich

Gotthard August von Helffreich (russisch Богда́н Бори́сович Гельфре́йх, Bogdán Boríssowitsch Gel’fréjch; * 16. Januarjul. / 27. Januar 1776greg. in Purgel; † 12. Novemberjul. / 24. November 1843greg. in Reval) war ein russischer Generalleutnant.

## Leben

### Herkunft und Familie
Er stammte aus der deutsch-baltischen Adelsfamilie Helffreich. Seine Eltern waren der russische Major Bernhard Johann von Helffreich (1712–1782) und Auguste Maria geb. von Staal a.d.H. Hähl (1731–1776).
Er vermählte sich 1823 mit Charlotte Wilhelmine von Stiernhjelm (1802–1872). Aus der Ehe sind 10 Kinder hervorgegangen, darunter der russische General der Infanterie Alexander von Helffreich (1826–1908)

### Werdegang
Helffreich trat 1790 als Soldat die Garde der Kaiserlich Russischen Armee ein. 1796 war er Kapitän bei der Armee-Infanterie in Nordkaukasien und avancierte 1804 zum Oberstleutnant. Er nahm 1805 mit dem Fanagorischen Grenadier-Regiment an der Schlacht bei Austerlitz teil. 1806 wurde er Kommandeur dieses Regiments. Von 1806 bis 1812 stand er bei der Moldau-Armee im Krieg an der Donau, wo er 1807 den St. Georgs-Orden IV. Klasse erhalten hat. Nachdem er zwischenzeitlich zum Oberst aufgestiegen war, erhielt er 1810 sein Beförderung zum Generalmajor und wurde 1811 Chef des Estländischen Infanterie-Regiments. 1812 wurde er Kommandeur der Avantgarde des Korps „Wittgenstein“, anschließend Kommandeur der II. Brigade der 14. Infanterie-Division. Er zeichnete sich bei Kljasticy aus und erhielt für seinen Einsatz vor Polock den St. Georgs-Orden III. Klasse. Hiernach war er unter General Steinheil Kommandeur der Avantgarde und befehligte von 1812 bis 1814 die 14. Infanterie-Division, unter anderen in der Schlacht bei Smoljany. Er stieg 1813 zum Generalleutnant auf und blockierte 1814 Kehl, nahm dann an allen Schlachten der Befreiungskriege in Frankreich teil. 1819 war er dann Kommandeur der 1. Infanterie-Division und erhielt 1823 wegen seiner Kriegsverletzungen den Abschied.
Helffreich war Besitzer der Güter Loal und Röa in Estland.